# San Rafael Petzal
San Rafael Petzal est une ville du Guatemala dans le département de Huehuetenango.